# ローテンブーフ
ローテンブーフ (ドイツ語: Rothenbuch) は、ドイツ連邦共和国バイエルン州ウンターフランケン行政管区のアシャッフェンブルク郡に属す町村（以下、本項では便宜上「町」と記述する）である。

## 地理

### 位置
ローテンブーフは、バイエルンのウンターマイン地方、ドイツ最大の広葉樹林地域であるシュペッサルト山地の中心に位置している。自治体としてのローテンブーフには、主邑から8-9 km 離れた小集落のリヒテナウやエルレンフルトも含まれる。これらの集落は郵便番号の上ではハーフェンロール（マイン＝シュペッサルト郡）と共通であるが、行政上はアシャッフェンブルク郡に属している。ローテンブーフは大都市フランクフルト・アム・マインを含むライン＝マイン地方とヴュルツブルク地域との間の交通の便がよい場所にある。最寄りの都市は東のロール・アム・マインである。フランクフルト空港へは約 40分で、最寄りのICEの駅があるアシャッフェンブルクへは約 20分で到着できる。

### 自治体の構成
ローテンブーフは、1管区 (Gemarkung)、4地区 (Ortsteil)で構成されている。
- ローテンブーフ
  - エルレンフルト
  - リヒテナウ
  - シュタインミューレ

### 隣接する市町村
ローテンブーフは、西、北、東の三方を市町村に属さないローテンブーフの森に囲まれている。南東はやはり市町村に属さないフュルストリヒ・レーヴェンシュタインシャー・パルク、南も市町村に属さないロールブルンの森、南西はヴァイバースブルンと境を接している。マイン＝シュペッサルト郡に属すフュルストリヒ・レーヴェンシュタインシャー・パルクを除き、いずれもアシャッフェンブルク郡に属す。

## 地名

### 語源
元々の名称 Rodenboychen は古高ドイツ語の単語、rod と poiche に由来し、ヨーロッパブナ (ドイツ語: Rotbuche) を意味している。

### 歴史的表記
歴史的な資料や文献に登場するこの町の標記には以下のものがある。
| - 1318年 Rodenboychen - 1342年 Rodenboich - 1477年 Rottenbuch - 1511年 Rotenbuch | - 1532年 Rottenbuch - 1559年 Rodenbuch - 1686年 Rothenbuch |

## 歴史
ローテンブーフは、シュペッサルト内奥部で最も古く、重要な集落の一つである。最初の文献記録は1318年に zuo den Rodenboychen という表記でなされている。この文献は、マインツ大司教ペーター・フォン・アスペルトとヴュルツブルク司教ゴットフリート3世フォン・ホーエンローエによるこの地域の安全保障問題に対する協調協定を締結したものである。
1342年に、ハーフェンロール川水源の畔にローテンブーフの城館建設が始まった。最初の住民たちは、狩りのスタッフとして城館周辺に住むことが許された者たちであった。この城館は、1525年のドイツ農民戦争でひどく毀損または破壊された。1566年にマインツ選帝侯ダニエル・ブレンデル・フォン・ホムブルクの命令によってこの城館は再建され、拡張された。ローテンブルクの最初の地図は、現存する最古のシュペッサルト地図の一つである1594年の、いわゆるプフィンツィヒカルテである。
ホーホシュペッサルト14か村の財務・行政の役所であるアムツケレライ・ローテンブーフが建設され、ローテンブーフは行政上重要な町となった。1782年にローテンブーフがアムトの代官所所在地となった事が証明されている。マインツ選帝侯領のこのアムトは1803年の帝国代表者会議主要決議によって新たに創設されたアシャッフェンブルク侯国に組み込まれ、1814年にはフランクフルト大公国の一部としてバイエルン王国に併合された。1814年6月3日、ローテンブーフはバイエルン王国の地方裁判所の所在地となったが、1879年に再び廃止された。
1862年にベツィルクスアムト・アシャッフェンブルクが創設され、ローテンブーフはその管轄下に置かれた。しかし、バイエルンのベツィルクスアムト構成の改革に伴い、1880年1月1日にローテンブーフはベツィルクスアムト・ロール・アム・マインに編入された。1939年にドイツ国全土で「郡」の呼称が使われることとなった。ローテンブーフはロール・アム・マイン郡の26町村の一つとなった。1972年、ロール郡の廃止に伴ってローテンブーフは新設されたアシャッフェンブルク郡に編入された。
1977年から1993年までローテンブーフはヴァルトアシャッフおよびヴァイバースブルンと行政共同体を形成していた。1994年1月1日、ローテンブーフは再び独立した。

## 行政

### 議会
ローテンブーフの議会は、首長を含め13人で構成されている。

### 首長
2020年5月1日からマルクス・フェート (SPD) が町長を務めている。

### 紋章
マインツの輪は、約500年間この町が属していたマインツ選帝侯・大司教領を示している。ブナの木とシカの角は、森と狩を象徴している。

## 文化と見所

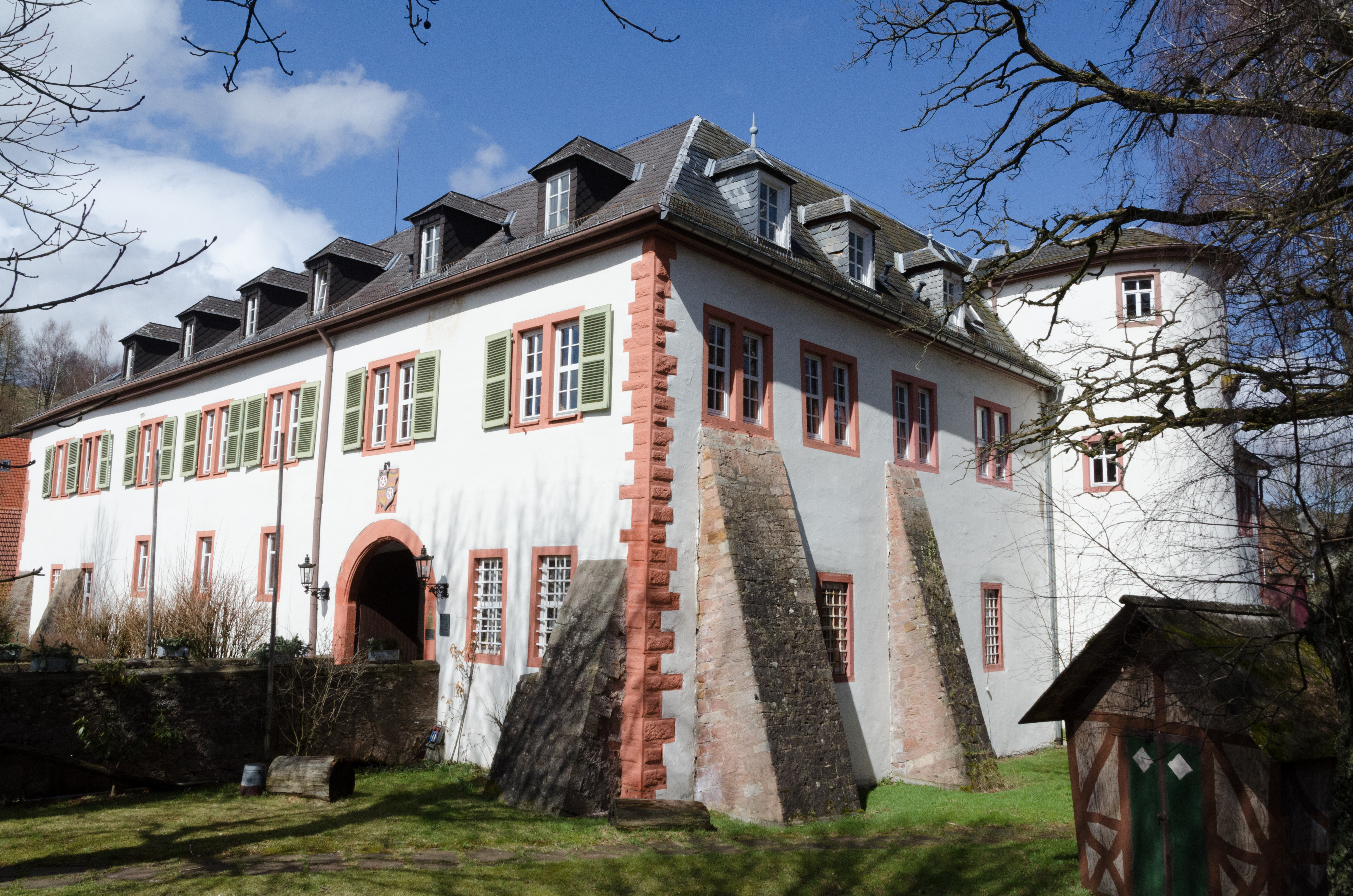
ローテンブーフ城

### ローテンブーフ城
この城は、1318年7月3日に初めて文献に記録されている。1567年にダニエル・ブレンデル・フォン・ホムブルクの設計に基づいて建設された、かつての狩りの城館である。この施設は、4つの棟が長方形の中庭を形成しており、その北棟側に多角形の階段塔が設けられている。この城は、元は水城であり、2つの入り口の橋の跡が遺されている。城の庭からハーフェンロール川が湧出しており、水堀や近くの魚が豊富な小さな湖を満たしている。この城はシュペッサルトの行政の中心であった。また2世紀以上の間、周辺の14集落を管轄する裁判所でもあった。この建物は、1994年からホテルとして利用されている。

### 建築文化財
- 1576年に建設された営林署は、6年間の修復を経て、2013年10月に州の森林管理業務を再開した[6]。

### その他の観光資源
- シュペッサルト考古学プロジェクトのヨーロッパ文化の遊歩道[7]
- 古い農家を改造した郷土博物館
- ローテンブーフの森には、ドイツ最大のオークの木がある。ハイスターブロック森林地区は、中央ヨーロッパで最も古く、最も広いオークの森である。
- 全国的に有名で見応えがあるのが、第1アドヴェントの週末に開催される歴史的クリスマスマーケットで、15,000人以上の来客者が訪れる。このクリスマスマーケットは「家にいるようにサンタが寛ぐ」というモットーを掲げている。地方紙シュタットツァトゥング・アシャッフェンブルクはローテンブーフのクリスマスマーケットをバイエルンのウンターマイン地方全域で最も美しいクリスマスマーケットであると報道している。

## 経済と社会資本
2013年のこの町の一般税収は 1,303,000 ユーロで、このうち 275,000 ユーロが営業税であった。また、住民一人あたりの町の負債額は 0 ユーロであった。
2010年現在この町には 5軒の農家があり、139 ha の土地を牧草地などの緑地として利用している。

### 交通
ローテンブーフは連邦アウトバーン A3号線（ヴァイバースブルン・インターチェンジ）から 7 km 離れている。連邦道 B26号線 アシャッフェンブルク – ヴュルツブルク線は、町から 3 km の場所を通っている。ローテンブーフはバスでアシャッフェンブルクおよびロール・アム・マインとつながっている。

### 教育
以下の施設がある（2014年現在）:
- 幼稚園、定員75人
- 基礎課程・中間および本課程学校、1校、教員3名、児童47名

### 受賞歴
- 2009年　コンテスト「我らの村には未来がある - 我らの村はより美しくなる」ウンターフランケン大会 第1位[9]
- 2009年　コンテスト「我らの村には未来がある - 我らの村はより美しくなる」バイエルン州大会 銀メダル[10]

## 引用
1. ↑  https://www.statistikdaten.bayern.de/genesis/online?operation=result&code=12411-003r&leerzeilen=false&language=de Genesis-Online-Datenbank des Bayerischen Landesamtes für Statistik Tabelle 12411-003r Fortschreibung des Bevölkerungsstandes: Gemeinden, Stichtag (Einwohnerzahlen auf Grundlage des Zensus 2011)
2. ↑  Bayerische Landesbibliothek Online - Rothenbuch（2015年11月28日 閲覧）
3. 1 2  Wolf-Armin Frhr. v. Reitzenstein: Lexikon fränkischer Ortsnamen. Herkunft und Bedeutung. C.H.Beck, München 2009, ISBN 978-3-406-59131-0, S. 193.
4. ↑  バイエルン州統計局: 2014年3月16日のアシャッフェンブルク郡に属す市町村の議会選挙結果（2015年11月28日 閲覧）
5. ↑  Bayerns Gemeinden - Gemeinde Rothenbuch（2015年11月28日 閲覧）
6. ↑  Überraschungen unter den Dielen in FAZ vom 18.Oktober 2013, Seite 62
7. ↑  Europäischer Kulturweg Hafenlohrtal（2015年11月28日 閲覧）
8. 1 2 3  バイエルン州統計局: Statistik kommunal 2014 - Gemeinde Rothenbuch 09 671 148（2015年11月28日 閲覧）
9. ↑  Schöneres Dorf: Gold für Rothenbuch, Main-Echo（2015年11月28日 閲覧）
10. ↑  Rothenbuch - 21.10.2009 - Spessart-Nachrichten, Main-Echo 2009年11月5日付け（2015年11月28日 閲覧）